# Campo do Brito
Campo do Brito là một đô thị thuộc bang Sergipe, Brasil. Đô thị này có diện tích 200,8 km², dân số năm 2007 là 16176 người, mật độ 80,56 người/km².